# 戰爭機器：戰術小隊
《戰爭機器：戰術小隊》為回合制戰略類型的戰爭機器系列外傳遊戲，開發商為曾製作雷神之錘的Splash Damage及現時負責全系列開發的The Coalition為協助，發行商為Xbox遊戲工作室。本作於2020年4月28日率先发售於Microsoft Windows平台，及後於2020年11月10日以新主機護航作形象在Xbox Series X/S發行，同時亦在Xbox One上發行。

## 系統與背景
本作首次並非如系列正傳中採用動作射擊形式遊玩及表現劇情，是採用回合制戰略操作以組隊形式控制各成員進行攻防戰。在場上每次戰鬥最多只能同時控制四名角色，在短時間內觀察注意地形並且掌握環境變化會是戰鬥要點。與其他前作作品相同，找到掩體物進攻亦是系統的重要特點。
本作背景作為系列前傳的故事，是戰爭機器初代發生的故事時間線的12年前，以指揮軍官蓋比・迪亞茲為中心，講述當年被獸族入侵後，試圖重組一支精銳部隊在混亂局勢中成為反抗軍抵抗。

## 登場角色

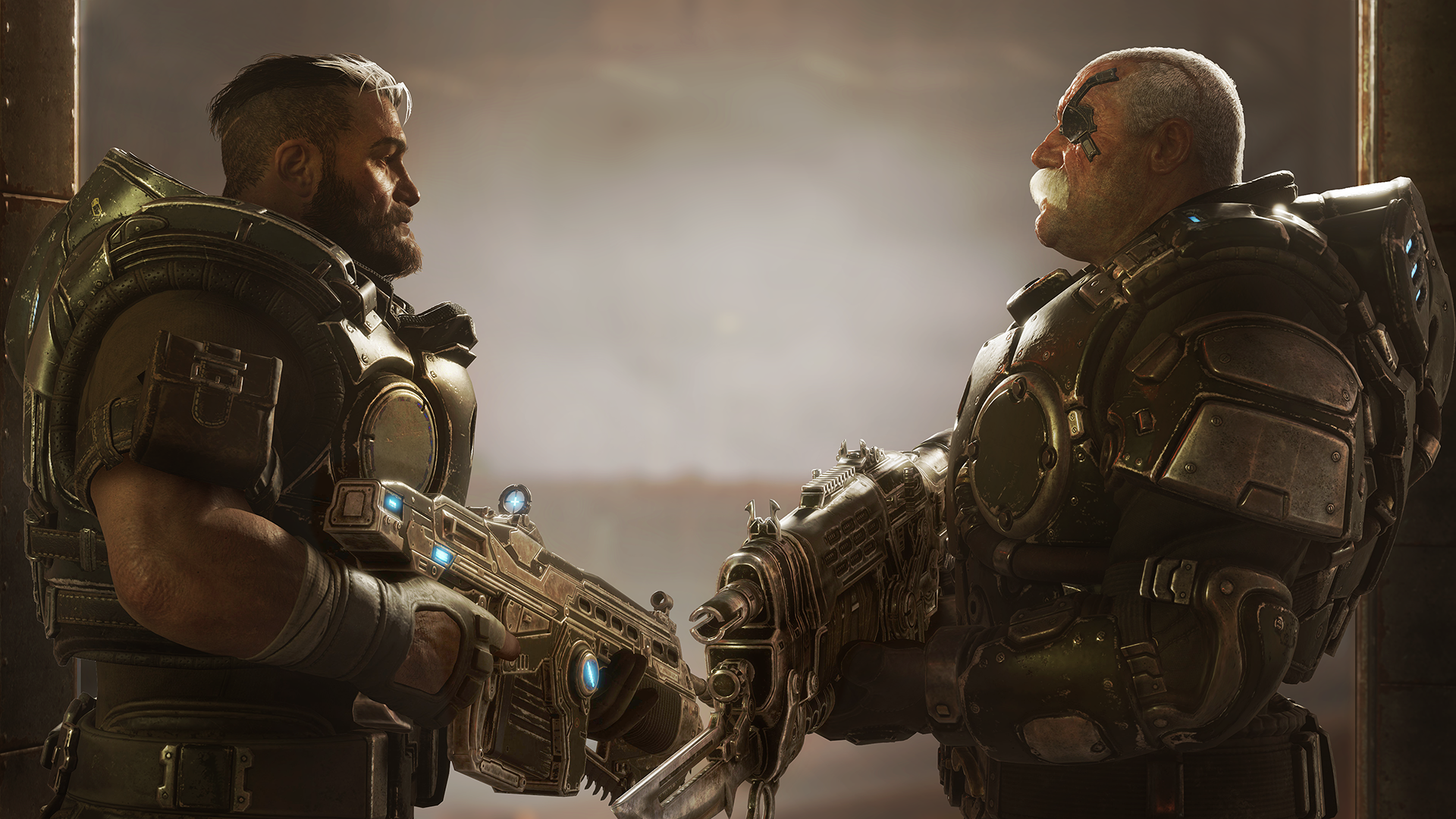
左面為本作的主角蓋比・迪亞茲，他是《戰爭機器5》的女主角凱特的父親。

蓋比·迪亞茲（Gabriel Diaz）
職階：支援單位
主要武器：騎兵突擊步槍
主要角色之一，原本是一名車輛調度員，但在一次行動中，接到普萊斯考主席的命令前去艾菲拉取回一份機密文件時，所在碉堡因受到烏肯的襲擊而毀滅後，才明白普萊斯考主席是要自己去消滅烏肯。
同時也是《戰爭機器4》和《戰爭機器5》當中的主要角色凱特·迪亞茲的父親。
希德·雷本
職階：先鋒
主要武器：刺刀突擊步槍
主要角色之一，一開始與蓋比一同前往艾菲拉取回機密文件的另一名戰士，不知為何，他知道與COG的黑暗面（獸族誕生之謎）相關之事。與烏肯互相認識，曾打算俘虜烏肯，利用他來團結COG的人民，後因自己沒與其他隊員達成共識而失敗。
米凱拉·朵恩
職階：狙擊兵
主要武器：狙擊槍
主要角色之一，一支難民團體的領袖，在一次抵抗獸族的行動中遇到蓋比等人，之後達成合作協議後，協助他們擊殺烏肯。
雷娜·托雷斯
職階：偵察兵
主要武器：納許散彈槍
主要角色之一。出生自新希望研究中心，後來出逃成為難民，在一次外出拾荒結束後，發現自己的隊伍和父親命喪烏肯之手，自己也被俘虜，之後被蓋比等人救出。
同時也是《戰爭機器4》和《戰爭機器5》當中的主要角色凱特·迪亞茲的母親。
普萊斯考（Richard Prescott）
維安政府聯盟（簡稱「COG」）的主席，同時也是最高指揮官。在遊戲中以蓋比的通訊對象現身。
烏肯
獸族的首席基因科學家，疑似感染肺部鏽蝕病，常以伊姆能源生產、強化獸族的力量，曾被米凱拉一槍打傷頭部，卻因吸收了特殊藥劑使得自身恢復能力大幅強化的緣故而免於一死，之後被蓋比等人用計捕獲後，因希德的擅自行動而逃脫。最後被雷娜一槍打死。

### 次要角色
奧古斯都·柯爾
呼號：火車頭柯爾
職階：先鋒
主要武器：刺刀突擊步槍
漢諾瓦的連擊球巨星，爆發戰爭時主動加入軍隊對抗獸族，並因他的激勵而使得漢諾瓦地區的民眾從軍量相比其它地區要多出600%。
於本作第一幕第3章結束後正式加入。
馬賽拉·鄭
呼號：幽靈
職階：偵察兵
主要武器：納許散彈槍
E5小隊的最後成員，蓋比最初招攬的戰士之一。
泰隆·謝帕德
呼號：狼
職階：重裝步兵
主要武器：慕丘機槍
E5小隊的最後成員，蓋比最初招攬的戰士之一。

## 評價
媒體及玩家評價方面在 Metacritic評分上普遍有正面評價。
亦在較後時間於2020年TGA遊戲大獎入選了最佳策略/模擬遊戲相關獎項。

## 外部連結
- 官方网站